# 岸和田市立桜台中学校
岸和田市立桜台中学校（きしわだしりつ さくらだいちゅうがっこう）は、大阪府岸和田市下松町にある公立中学校。

## 沿革
- 1979年
  - 岸和田市立第九中学校（仮称）の建設が始まる。
  - 9月26日 - 校名を「岸和田市立桜台中学校」と決定。この日を創立記念日とする。
- 1980年4月1日 - 岸和田市立光陽中学校及び岸和田市立久米田中学校の一部生徒が編入し、岸和田市立桜台中学校として開校。

## 通学区域
以下の小学校の通学区域。周囲は久米田池をはじめとした溜池が多い。
- 岸和田市立常盤小学校
- 岸和田市立光明小学校

## 交通
- JR阪和線 下松駅 南東へ約1.6km。
- 南海ウイングバス 桜台中学校前バス停。